# Natitingou III
Natitingou III è un arrondissement del Benin situato nella città di Natitingou (dipartimento di Atakora) con 16.817 abitanti (dato 2006).